# Kallån (naturreservat)
Kallån är ett naturreservat i Ydre kommun i Östergötlands län.
Området är naturskyddat sedan 2016 och är 9 hektar stort. Reservatet omfattar en nio kilometer lång sträcka av Kallån med omgivande gammal granskog, svämlövskog och gransumpskog.